# 33rd Street – Rawson Street (métro de New York)
33rd Street – Rawson Street est une station aérienne du métro de New York située dans l'arrondissement du Queens. Elle est desservie par la 7 Flushing Local. En 2015, avec 3 712 153 passagers, elle était la 138e station la plus fréquentée du réseau métropolitain new-yorkais.
La station est desservie en permanence par un seul service, le métro omnibus (local train) 7.

## Histoire
La station a été mise en service le 21 avril 1917, dans le cadre d'une extension de l'IRT Flushing Line.